# 殉爆感度
殉爆感度（じゅんばくかんど、gap sensivity）とは爆薬の殉爆しやすさを表す単位である。殉爆試験(gap test)によって求められる。
殉爆試験の方法はJIS規格では砂上殉爆試験が規定されている。

## 砂上殉爆試験
- 湿っていない砂床の上に爆薬の直径にほぼ等しい半円筒の溝を作る。
- 二本の試料となる爆薬をこの溝の中に一直線に並べる。
- 爆薬同士の距離は爆薬の直径の倍数になるように計って並べる。
- 先頭の爆薬を6号雷管で起爆して隣にある爆薬が3回連続して殉爆する最大距離を求める。
- 「最大距離」を「爆薬の直径」で割った値を殉爆感度とする。